# Districtul Ostallgäu
Districtul Ostallgäu este un district rural (Landkreis) din regiunea administrativă Șvabia (Regierungsbezirk Schwaben), landul Bavaria, Germania.

## Orașe și comune
| orașe 1. Buchloe (12.016) 2. Füssen (14.067) 3. Marktoberdorf (18.462) comune (târg) 1. Irsee (1.385) 2. Kaltental (1.653) 3. Nesselwang (3.518) 4. Obergünzburg (6.471) 5. Ronsberg (1.658) 6. Unterthingau (2.738) 7. Waal (2.189) | comune 1. Aitrang (2.046) 2. Baisweil (1.322) 3. Bidingen (1.704) 4. Biessenhofen (4.023) 5. Eggenthal (1.290) 6. Eisenberg (1.222) 7. Friesenried (1.529) 8. Germaringen (3.818) 9. Görisried (1.266) 10. Günzach (1.489) 11. Halblech (3.570) 12. Hopferau (1.074) 13. Jengen (2.363) 14. Kraftisried (762) 15. Lamerdingen (1.845) 16. Lechbruck am See (2.524) 17. Lengenwang (1.385) 18. Mauerstetten (2.959) 19. Oberostendorf (1.289) 20. Osterzell (667) 21. Pforzen (2.113) 22. Pfronten (7.874) 23. Rettenbach am Auerberg (766) 24. Rieden (1.343) 25. Rieden am Forggensee (1.214) 26. Roßhaupten (2.193) 27. Ruderatshofen (1.709) 28. Rückholz (837) 29. Schwangau (3.419) 30. Seeg (2.850) 31. Stötten am Auerberg (1.869) 32. Stöttwang (1.867) 33. Untrasried (1.520) 34. Wald (1.031) 35. Westendorf (1.857) |